# Jenico Preston, 14. Viscount Gormanston

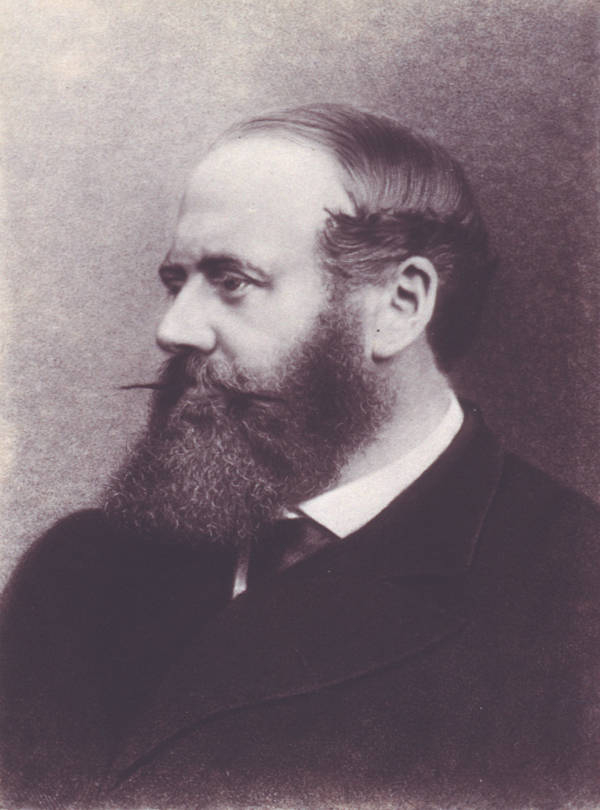
Jenico Preston, 14. Viscount Gormanston

Jenico William Joseph Preston, 14. Viscount Gormanston (* 1. Juni 1837 auf Gormanston Castle, County Meath, Irland; † 29. Oktober 1907 in Dublin) war ein anglo-irischer Adliger, britischer Kolonialbeamter und Gouverneur von Britisch-Guayana und Tasmanien.

## Leben
Er war der älteste Sohn des irischen Adligen Edward Preston, 13. Viscount Gormanston, aus dessen Ehe mit Lucretia Jerningham.
Preston trat 1855 als Ensign des 60th Regiment of Foot in die British Army ein, kämpfte als Lieutenant in Indien während des Aufstands von 1857. 1860 trat er aus dem Militär aus und war von 1866 bis 1868 Schatzmeister des Lord Lieutenant von Irland.
1876 erbte er beim Tod seines Vaters dessen Adelstitel als 14. Viscount Gormanston, sowie 17. und 2. Baron Gormanston, einschließlich des mit Letzterem verbundenen Sitzes im britischen House of Lords.
1885 wurde er zum Gouverneur der Inseln über dem Winde in der Karibik ernannt, von 1887 bis 1893 war er Gouverneur von Britisch-Guayana. Vom 8. August 1893 bis 1900 war Preston Gouverneur von Tasmanien.
Er starb 1907 in Dublin und wurde in Stamullen im County Meath begraben.

## Familie und Nachkommen
Am 8. Januar 1861 heiratete Preston Hon. Ismay Louisa Ursula Bellew (1836–1875), eine Tochter von Patrick Bellew, 1. Baron Bellew. Nach ihrem kinderlosen Tod 1875 heiratete er am 29. Oktober 1878 in zweiter Ehe Georgina Jane Connellan († 1932), eine Tochter von Peter Connellan und dessen Frau Anne Maria Langrishe. Mit ihr hatte er vier Kinder:
- Jenico Edward Joseph Preston, 15. Viscount Gormanston (1879–1925);
- Hon. Ismay Lucretia Mary Preston (1882–1975), ⚭ (1) Lord Ninian Crichton-Stuart, ⚭ (2) Archibald Maule Ramsay;
- Hon. Richard Martin Peter Preston (1884–1965), ⚭ (1) Belle Hamblin, ⚭ (2) Edith Sheilah Forbes;
- Hon. Hubert Anthony John Preston (1885–1940), ⚭ Mary Pringle.

## Orden und Ehrenzeichen
- Knight Commander of the Order of St. Michael and St. George (1887)
- Knight Grand Cross of the Order of St. Michael and St. George (1897)